# پولیتسه ناد متویی
پولیتسه ناد متویی (به چکی: Police nad Metují) یک منطقهٔ مسکونی در جمهوری چک است که در ناحیه ناخود واقع شده‌است. پولیتسه ناد متویی ۴٬۳۰۶ نفر جمعیت دارد.

## خواهرخوانده
شهرهای Świdnica و سالتارا خواهرخوانده‌های پولیتسه ناد متویی هستند.